# 和歌山県道40号樫野串本線
和歌山県道40号樫野串本線（わかやまけんどう40ごう かしのくしもとせん）は、和歌山県東牟婁郡串本町を通る県道（主要地方道）である。

## 概要
紀伊大島を貫いており、潮岬とくしもと大橋で結んでいる。

### 路線データ
- 陸上距離：11.6 km　（実延長：11.587km）
- 起点：東牟婁郡串本町樫野
- 終点：東牟婁郡串本町串本（潮岬東入口交差点、国道42号）

## 歴史
- 1993年（平成5年）5月11日 - 建設省から、県道樫野串本線が樫野串本線として主要地方道に指定される[1]。
- 2006年（平成18年）3月28日 - くしもと大橋を通って潮岬東入口交差点へ向かう道が、県道として認定される。[2]

## 路線状況

### 道路施設

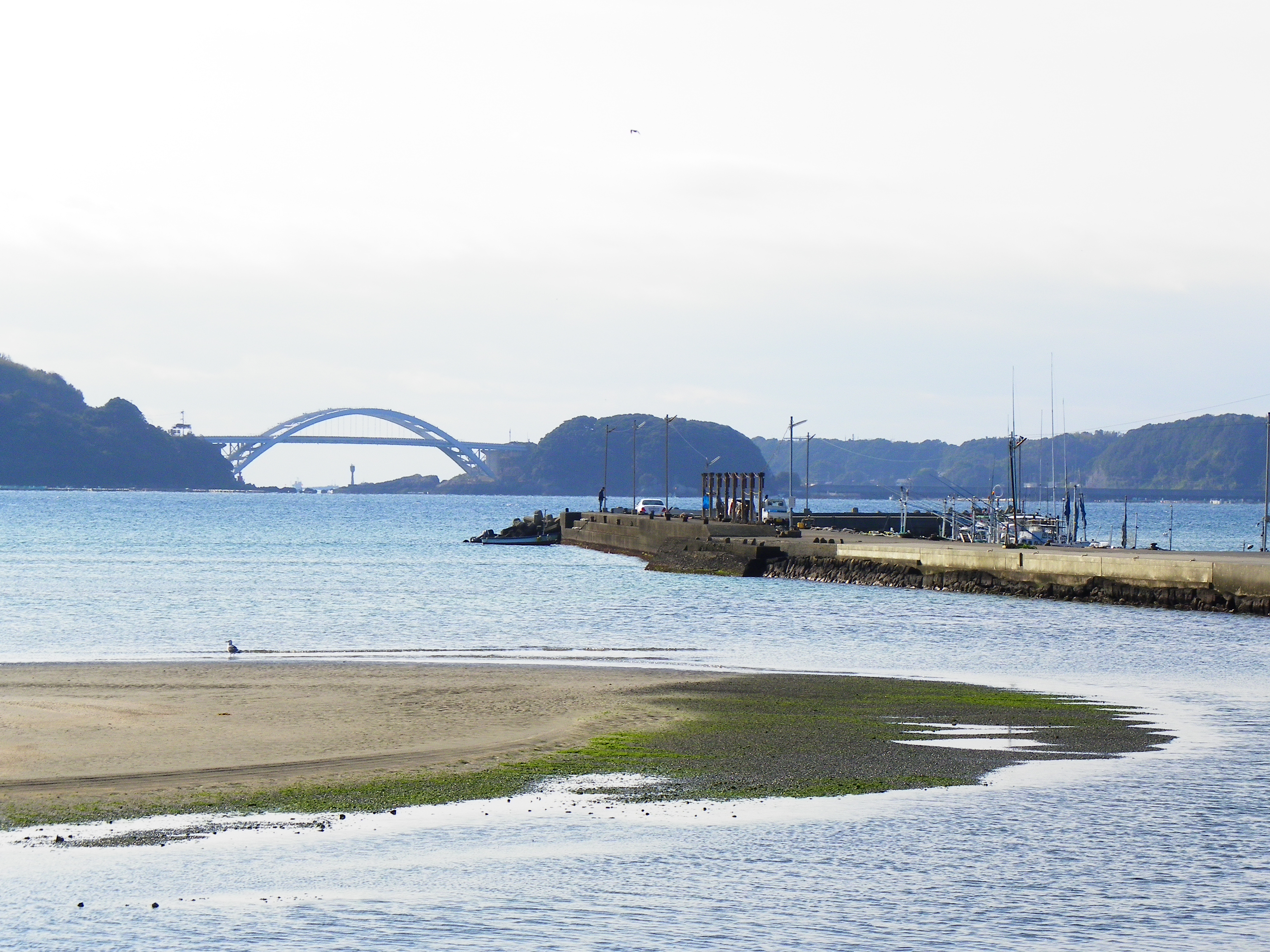
くしもと大橋と苗我島

- くしもと大橋
本州最南端の潮岬から沖合の苗我島と紀伊大島の海上をまたぐ橋梁。長さ386メートル (m)、約270度転回するループ橋で高さを確保し、長さ290 mのアーチ橋で海峡をまたぐ構成となっている[3][4]。終点がある出雲の浅海交差点から紀伊大島の猪喰鼻に着くまでの距離は1.5キロメートルある[5]。

## 地理

### 通過する自治体
- 東牟婁郡串本町

### 交差する道路
- 和歌山県道41号潮岬周遊線（浅海交差点）

### 沿線にある施設など
- トルコ記念館
- 樫野埼灯台